# Anomalographis
Anomalographis es un género de hongo liquenizado de la familia Graphidaceae. Se trata de un género monotípico que contiene una única especie, la Anomalographis madeirensis.